# 655 Briseïs
A 655 Briseïs egy a Naprendszer kisbolygói közül, amit Joel Hastings Metcalf fedezett fel 1907. november 7-én.